# Saborsko
Saborsko és un poble i municipi de Croàcia situat al comtat de Karlovac i la regió de Lika. El 2011 tenia 632 habitants.